# Calliostoma chuni
Calliostoma chuni is een slakkensoort uit de familie van de Calliostomatidae. De wetenschappelijke naam van de soort is voor het eerst geldig gepubliceerd in 1903 door Martens.